# Nanismo ipofisario
Il nanismo ipofisario è una forma di nanismo dovuta ad un deficit, durante l'infanzia, di ormone della crescita (o somatotropina), ormone prodotto dall'ipofisi che stimola la crescita delle ossa e la sintesi proteica. I malati di questa malattia raggiungono un'altezza massima che nell'adulto non supera i 120 cm, pur mantenendo le proporzioni corporee corrette.
Si differenzia dal nanismo acondroplastico, che è una malattia genetica autosomica dominante, per il fatto che gli arti, nonostante la piccola statura della persona, sono proporzionati al resto del corpo.